# Kasteel van Fayrac
Kasteel Fayrac is een Franse residentie uit de 15e, 16e en 19e eeuw, gebouwd aan de oevers van de Dordogne, in de gemeente Castelnaud-la-Chapelle, in het departement Dordogne, in de regio Nouvelle-Aquitaine.
Het kasteel staat sinds 31 maart 1928 op de monumentenlijst.
Als privébezit is het niet toegankelijk voor publiek.